# 11553 Scheria
11553 Scheria è un asteroide della fascia principale. Scoperto nel 1993, presenta un'orbita caratterizzata da un semiasse maggiore pari a 2,6396242 UA e da un'eccentricità di 0,0561771, inclinata di 2,34264° rispetto all'eclittica.